# 2006年トリノオリンピックのクロアチア選手団
2006年トリノオリンピックのクロアチア選手団（2006ねんトリノオリンピックのクロアチアせんしゅだん）は、2006年2月10日から2月26日までイタリアのトリノで開催された2006年トリノオリンピックのクロアチア選手団、およびその競技結果。

## 概要
今大会は、金メダル1個、銀メダル2個、計3個のメダルを獲得した。

## メダル
| メダル | 選手名                 | 競技           | 種目               |
| ------ | ---------------------- | -------------- | ------------------ |
| 金     | ヤニツァ・コステリッチ | アルペンスキー | 女子複合           |
| 銀     | イビツァ・コステリッチ | アルペンスキー | 男子複合           |
| 銀     | ヤニツァ・コステリッチ | アルペンスキー | 女子スーパー大回転 |